# Simulium ornatipes
Simulium ornatipes es una especie de insecto del género Simulium, familia Simuliidae, orden Diptera.
Fue descrita científicamente por Skuse, 1890.